# Heydarabad
Heydərabad (ook: Heydarabad) is een plaats (qəsəbəsi)
in Azerbeidzjan en is de hoofdplaats van het district Sədərək. De plaats is vernoemd naar Heydər Əliyev, een voormalig president van Azerbeidzjan.
Heydərabad telt 2000 inwoners (01-01-2012).